# Angelo Giuseppe Jelmini
Angelo Giuseppe Jelmini (Muralto, 3 novembre 1893 – Lugano, 24 giugno 1968) è stato un vescovo cattolico svizzero, amministratore apostolico della diocesi di Lugano dal 1935 sino alla morte.

## Biografia
Venne ordinato sacerdote il 28 giugno 1917. Dapprima parroco a Bodio poi, nel 1917, direttore dell'oratorio maschile di Lugano.
Fu nominato vescovo titolare di Terme e amministratore apostolico del Ticino il 16 dicembre 1935, consacrato vescovo nella cattedrale di Lugano il 2 febbraio del 1936 dal nunzio apostolico a Berna Filippo Bernardini.
Nel 1945 ricevette la laurea honoris causa in teologia dell'Università di Friburgo. Lo stesso anno papa Pio XII lo nominò assistente al soglio pontificio.
Il 13 settembre 1953 fu co-consacrante di Raffaele Forni, con Eugène-Gabriel-Gervais-Laurent Tisserant (cardinale-vescovo di Ostia, decano del Collegio dei Cardinali e prefetto della Congregazione del Cerimoniale, consacrante principale) e Antonio Samorè (arcivescovo titolare di Tirnovo e segretario della Curia romana, co-consacrante); il 6 dicembre 1959 consacrò sacerdote Pier Giacomo Grampa, più tardi vescovo di Lugano.

## Incarichi
Nel 1960 venne nominato membro della Pontificia Commissione Centrale Preparatoria del Concilio Vaticano II. Il suo lungo episcopato gli permise di incidere profondamente nella vita ecclesiale del Canton Ticino. Fu promotore e sostenitore della tipografia La Buona Stampa e del Movimento sindacale cristiano sociale.

## Opere
Nel 1942 fondò l'opera diocesana Caritas. Durante il secondo conflitto mondiale si prodigò molto anche nell'assistenza ai rifugiati e in seguito all'assistenza degli immigrati.

## Genealogia episcopale
La genealogia episcopale è:
- Cardinale Scipione Rebiba
- Cardinale Giulio Antonio Santori
- Cardinale Girolamo Bernerio, O.P.
- Arcivescovo Galeazzo Sanvitale
- Cardinale Ludovico Ludovisi
- Cardinale Luigi Caetani
- Cardinale Ulderico Carpegna
- Cardinale Paluzzo Paluzzi Altieri degli Albertoni
- Papa Benedetto XIII
- Papa Benedetto XIV
- Papa Clemente XIII
- Cardinale Marcantonio Colonna
- Cardinale Giacinto Sigismondo Gerdil, B.
- Cardinale Giulio Maria della Somaglia
- Cardinale Carlo Odescalchi, S.I.
- Cardinale Costantino Patrizi Naro
- Cardinale Serafino Vannutelli
- Cardinale Domenico Serafini, Cong. Subl. O.S.B.
- Cardinale Pietro Fumasoni Biondi
- Arcivescovo Filippo Bernardini
- Vescovo Angelo Giuseppe Jelmini